# Minniza vermis
Pour les articles homonymes, voir Vermis.
Espèce
Minniza vermis est une espèce de pseudoscorpions de la famille des Olpiidae.

## Distribution
Cette espèce se rencontre en Égypte, au Soudan, en Libye, en Tunisie, au Maroc, en Grèce et en Guinée équatoriale.

## Publication originale
- Simon, 1881 : Descriptions d'arachnides nouveaux d'Afrique. (Chernetes de la Basse Égypte rec. par M. Letourneux). Bulletin de la Société zoologique de France, vol. 6, p. 12-15 (texte intégral).